# Carex japonica
Carex japonica là một loài thực vật có hoa trong họ Cói. Loài này được Thunb. mô tả khoa học đầu tiên năm 1784.